# Hamzehabad
Hamzehabad (em persa: حمزه اباد, também romanizada como Hamzehābād) é uma aldeia do distrito rural de Langarud, no condado de Abbasabad, da província de Mazandaran, Irã.
No censo de 2006, sua população era de 1 707 habitantes, em 491 famílias.